# Marcel Abautret
Marcel Abautret, né le 14 février 1926 à Lesneven (Finistère), et mort le 19 juillet 1995 à Brest (Finistère), est un footballeur français.
Évoluant au poste de milieu de terrain, il joue dans de nombreux clubs bretons, mais il est particulièrement lié au Stade rennais FC.

## Biographie
Lors de la saison 1952-1953, il joue 12 matchs en Division 1 avec le Stade rennais. Il s'agit de sa seule saison passée en Division 1.
Le 22 mai 1955, il inscrit un but en Division 2 face à Toulon (victoire 2-0). C'est le seul et unique but de sa carrière professionnelle.

## Palmarès
Stade rennais
- Championnat de France D2 (1) :
  - Champion : 1955-56.